# Scooby-Doo! és a Kiss: A nagy rock and roll rejtély
A Scooby-Doo! és a Kiss: A nagy rock and roll rejtély (eredeti cím: Scooby-Doo! and Kiss: Rock and Roll Mystery) 2015-ben bemutatott amerikai televíziós 2D-s számítógépes animációs filmvígjáték, amelynek a rendezői és a producerei Spike Brandt és Tony Cervone, az írói Kevin Shinick és Jim Krieg, a zeneszerzői Greg Collins és Jared Faber. A film a Warner Bros. Animation gyártásában készült a Warner Home Video és forgalmazásában jelent meg.
Az Amerikai Egyesült Államokban 2015. július 10-én mutatták be digitálisan, Magyarországon 2015. augusztus 25-én jelent meg DVD-n.

## Cselekmény
A Rejtély Rt. ezúttal a Kiss Parkba megy, amelyet a népszerű rockegyüttes köré szerveztek meg. A vidámparkban való látogatásuk során egy kísértethistória nyomába szegődnek, amiben az együttes tagjai is a segítségükre vannak. A nyomokat követve jutnak el a Bíbor Boszorkányhoz, aki megidéz egy alternatív univerzumból, a Kisstériából származó lényt, a Pusztítót, hogy vele pusztítsa el a világot. A nyomozóbandán és az együttesen múlik, hogy sikerül-e őket megállítani.

## Szereplők
| Szereplő        | Eredeti hang       | Magyar hang            |
| --------------- | ------------------ | ---------------------- |
| Scooby-Doo      | Frank Welker       | Vass Gábor             |
| Fred            | Frank Welker       | Markovics Tamás        |
| Bozont          | Matthew Lillard    | Fekete Zoltán          |
| Diána           | Grey DeLisle       | Hámori Eszter          |
| Vilma           | Mindy Cohn         | Madarász Éva           |
| Starchild       | Paul Stanley       | Sarádi Zsolt           |
| Demon           | Gene Simmons       | Borbiczki Ferenc       |
| Spaceman        | Tommy Thayer       | Horváth-Töreki Gergely |
| Catman          | Eric Singer        | Moser Károly           |
| Chikira         | Jennifer Carpenter | Kiss Erika             |
| Manny Goldman   | Garry Marshall     | Kárpáti Levente        |
| Vén Bölcs       | Penny Marshall     | Illyés Mari            |
| Chip McGhoo     | Doc McGhee         | Tarján Péter           |
| Melós           | Jason Mewes        | Mesterházy Gyula       |
| Delilah Domino  | Pauley Perrette    | Náray Erika            |
| Shandi Strutter | Rachel Ramras      | Nemes Takách Kata      |
| Pusztító        | Darius Rucker      | Melis Gábor            |
| Melós           | Kevin Smith        | Törköly Levente        |